# Ennio Mattarelli
Ennio Mattarelli (ur. 5 sierpnia 1928 w Bolonii) – włoski strzelec sportowy. Złoty medalista olimpijski z Tokio.
Specjalizował się w konkurencji trap. Brał udział w dwóch igrzyskach (IO 64, IO 68), na dwóch zdobywał medale. Triumfował w debiucie. Stawał na podium mistrzostw świata, zarówno w konkurencji indywidualnej (złoto w 1969) jak i drużynowej (złoto w 1967 i 1969, srebro w 1971 i 1974, brąz w 1970).